# Malin Ström
Malin Ström, född 2 september 1986, på Bollnäs BB och uppväxt i Flästa, Arbrå socken, Bollnäs kommun är en före detta svensk friidrottare (kortdistanslöpning) som tävlande för Bollnäs FIK.

## Personliga rekord
| Utomhus - 100 meter – 11,62 (Helsingborg 25 augusti 2017) - 200 meter – 24,16 (Sollentuna 27 augusti 2016) - 200 meter – 23,76 (medvind 2,7 m/s) (Helsingborg 27 augusti 2017) | Inomhus - 60 meter – 7,53 (Bollnäs 28 februari 2009) - 200 meter – 24,40 (Växjö 26 februari 2017) |

### Fotnoter
1. 1 2  ”Stora SM 2017”. Arkiverad från originalet den 2 oktober 2017. https://archive.today/20171002101026/http://www.trackandfield.se/resultat/2017/170825_27.htm. Läst 1 oktober 2017.
2. ↑  ”Stora SM 2006, dag 3”. turebergfriidrott.se. http://turebergfriidrott.se/statistik/SM2006/2006_ressond.htm. Läst 19 april 2013.
3. ↑  ”Stora SM 2007”. trackandfield.se. Arkiverad från originalet den 4 maj 2013. https://archive.is/20130504152109/http://www.proteamonline.se/storage/customers/978/editor/resultat%20sm%20i%20friidrott%202007.html. Läst 19 april 2013.
4. ↑  ”Stora SM 2008, dag 2”. trackandfield.se. Arkiverad från originalet den 14 maj 2021. https://web.archive.org/web/20210514153326/https://www.trackandfield.se/Resultat/2008/080802.htm. Läst 20 maj 2013.
5. ↑  ”Stora SM 2016”. Arkiverad från originalet den 23 augusti 2017. https://web.archive.org/web/20170823210252/http://212.247.216.72/friidrott/sm16/Resultat.php. Läst 1 november 2016.
6. 1 2  ”ISM 2018 2018-02-27”. primawebb.se. Arkiverad från originalet den 28 februari 2018. https://web.archive.org/web/20180228042650/http://primawebb.se/giffri/ism2018/Results_Total.html. Läst 27 februari 2018.
7. ↑  ”ISM i friidrott - Växjö 25-26 februari 2017”. telekonsultarena.se. Arkiverad från originalet den 3 september 2017. https://web.archive.org/web/20170903123052/http://telekonsultarena.se/resultat/ISM17/Resultat.php. Läst 7 mars 2017.
8. 1 2 3 4 5 6  ”Personsida på IAAF:s webbplats” (på engelska). iaaf.org. https://www.iaaf.org/athletes/sweden/malin-strom-237334. Läst 26 september 2008.
9. 1 2 3 4  ”Personsida på European Athletics' webbplats” (på engelska). european-athletics.org. http://www.european-athletics.org/athletes/group=s/athlete=93506-strom-malin/index.html. Läst 26 september 2018.